# اريك كار
اريك كار (بالإنجليزية: Eric Carr)‏ (26 يناير 1975 - ) هو ملاكم أمريكي، صنّف ضمن فئة وزن ثقيل.

## روابط خارجية
- اريك كار على موقع بوكس ريك (الإنجليزية) (registration required)